# Mouaville
Mouaville ist eine französische Gemeinde mit 104 Einwohnern (Stand: 1. Januar 2022) im Département Meurthe-et-Moselle in der Region Grand Est (vor 2016: Lothringen). Die Gemeinde gehört zum Arrondissement Val-de-Briey und ist Mitglied im Gemeindeverband Communauté de communes Orne Lorraine Confluences. Die Bewohner werden Mouavillois und Mouavilloises genannt.

## Geographie
Mouaville liegt etwa 70 Kilometer südsüdwestlich von Luxemburg und 45 Kilometer westnordwestlich von Metz. Umgeben wird Mouaville von den Nachbargemeinden Fléville-Lixières im Norden und Nordosten, Thumeréville im Osten und Südosten, Olley im Süden, Saint-Jean-lès-Buzy im Südwesten sowie Béchamps im Westen.

## Bevölkerungsentwicklung

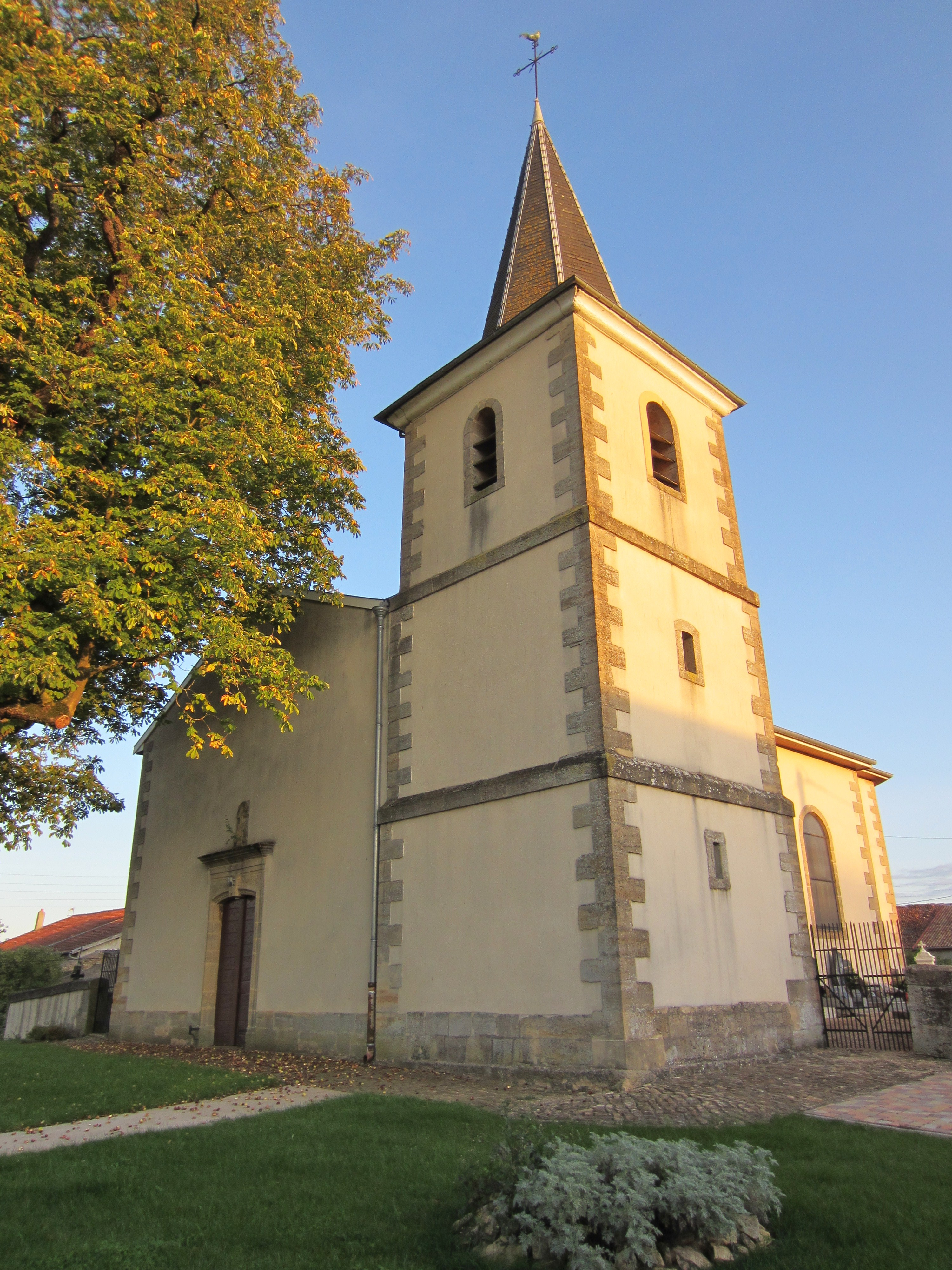
Pfarrkirche Saint-Michel

| Jahr                       | 1962 | 1968 | 1975 | 1982 | 1990 | 1999 | 2006 | 2019 |
| -------------------------- | ---- | ---- | ---- | ---- | ---- | ---- | ---- | ---- |
| Einwohner                  | 117  | 92   | 62   | 66   | 52   | 58   | 100  | 99   |
| Quellen: Cassini und INSEE |      |      |      |      |      |      |      |      |

## Sehenswürdigkeiten
- Pfarrkirche Saint-Michel, 1781 erbaut
- Reste der Burg in Amblemont